# Белё, Дион Дрена
Ди́он Дре́на Бе́лё (хорв. Dion Drena Beljo; родился 1 марта 2002, Загреб) — хорватский футболист, нападающий клуба «Динамо» (Загреб) и сборной Хорватии.

## Клубная карьера
Уроженец Загреба, Дион является воспитанником футбольной академии клуба «Цибалия». В 2019 году стал игроком клуба «Осиек». 13 июня 2020 года дебютировал в основном составе «Осиека» в матче против «Славен Белупо». Летом 2021 года отправился в аренду в клуб «Истра 1961». В сезоне 2021/22 забил за команду 15 голов в чемпионате.

## Карьера в сборной
Выступал за сборные Хорватии до 16, до 17, до 18, до 19 лет и до 21 года.
В июне 2023 года был вызван в состав взрослой сборной Хорватии на матчи финальной стадии Лиги наций УЕФА 2023, но в матчах участия не принимал.
Дебютировал за сборную 12 октября 2023 года в матче отборочного турнира Чемпионата Европы 2024 против сборной Турции.

## Личная жизнь
Родители назвали Белё Дионом в честь Диониса, древнегреческого бога виноделия, а Дрена — прозвище его деда.